# Юмашева, Инга Альбертовна
И́нга Альбе́ртовна Юма́шева (род. 11 марта 1985, Уфа, Башкирская АССР, РСФСР, СССР) — российская теле- и радиоведущая, журналист, политик. Депутат Государственной думы Российской Федерации VII созыва (2016—2021).

## Биография
Родилась 11 марта 1985 года в Уфе.
В 2002 году окончила с золотой медалью гимназию с углублённым изучением английского языка.
В 2007 году с отличием окончила Уфимский государственный нефтяной технический университет (УГНТУ) по специальности «Связи с общественностью». Тема квалификационной работы: «Формирование внешнеполитического имиджа России средствами телевизионного иновещания на примере телеканалов „Russia Today“ и „Русия аль-Яум“».
Являясь студенткой второго курса, приняла участие в конкурсе ведущих на телеканале «Башкирское спутниковое телевидение» (ГТРК «Башкортостан») и стала победительницей.
С 2004 по 2006 год — ведущая программы «Вести-Башкортостан» (ТРК «Башкортостан», телеканал «Россия-1»).
С июня 2006 по ноябрь 2009 года — ведущая программы «Вести-Москва» (телеканал «Россия-1»).
В 2008 году поступила в Дипломатическую академию при МИД РФ на факультет Международные отношения.
В 2010 году — ведущая телевизионного проекта «Московская общегородская спортивно-патриотическая игра „Зарница. Спорт. Экстрим“».
В 2010 году — ведущая новостей на радиостанции «Маяк».
С октября 2010 года по сентябрь 2014 года — корреспондент кремлёвского и правительственного пулов журналистов от радио «Маяк» и «Вести ФМ».
В 2011 году окончила Дипломатическую Академию при МИД РФ. Тема квалификационной работы: «Проблемы обеспечения евро-атлантической безопасности в российско-американских отношениях (2008—2011 гг.)».
С 2014 года — ведущая программы «Проекты развития» на телеканале «Россия-24».
С сентября по декабрь 2014 года — ведущая программы «Вести-Утро» в рамках утреннего канала «Утро России» для восточных регионов РФ на телеканале «Россия-1», для стран СНГ и Балтии — на телеканале «Россия РТР». C декабря 2014 года — ведущая программы «Вести-Утро» для Европейской части РФ, Западной и Центральной Европы и США, а также некоторых выпусков «Вестей», транслируемых на восточные регионы РФ на телеканале «Россия-1», а для США на телеканале «Planeta RTR».
Была приглашена в качестве ведущей программы «Разговор с Главой Башкортостана» с Рустэмом Хамитовым от 7 апреля 2016 года.
18 сентября 2016 года избрана депутатом Государственной думы Российской Федерации VII созыва по партийному списку от «Единой России», в списке шла № 3 в региональной группе № 11 (Республика Башкортостан).
В октябре 2018 года принимала участие в форуме «Диалог Форт-Росс» в Калифорнии (США).
С 2022 года эксперт  Комиссии по демографии, защите семьи, детей и традиционных семейных ценностей Общественной палаты Российской Федерации. В 2023 году кандидат в члены палаты.

## Политические взгляды

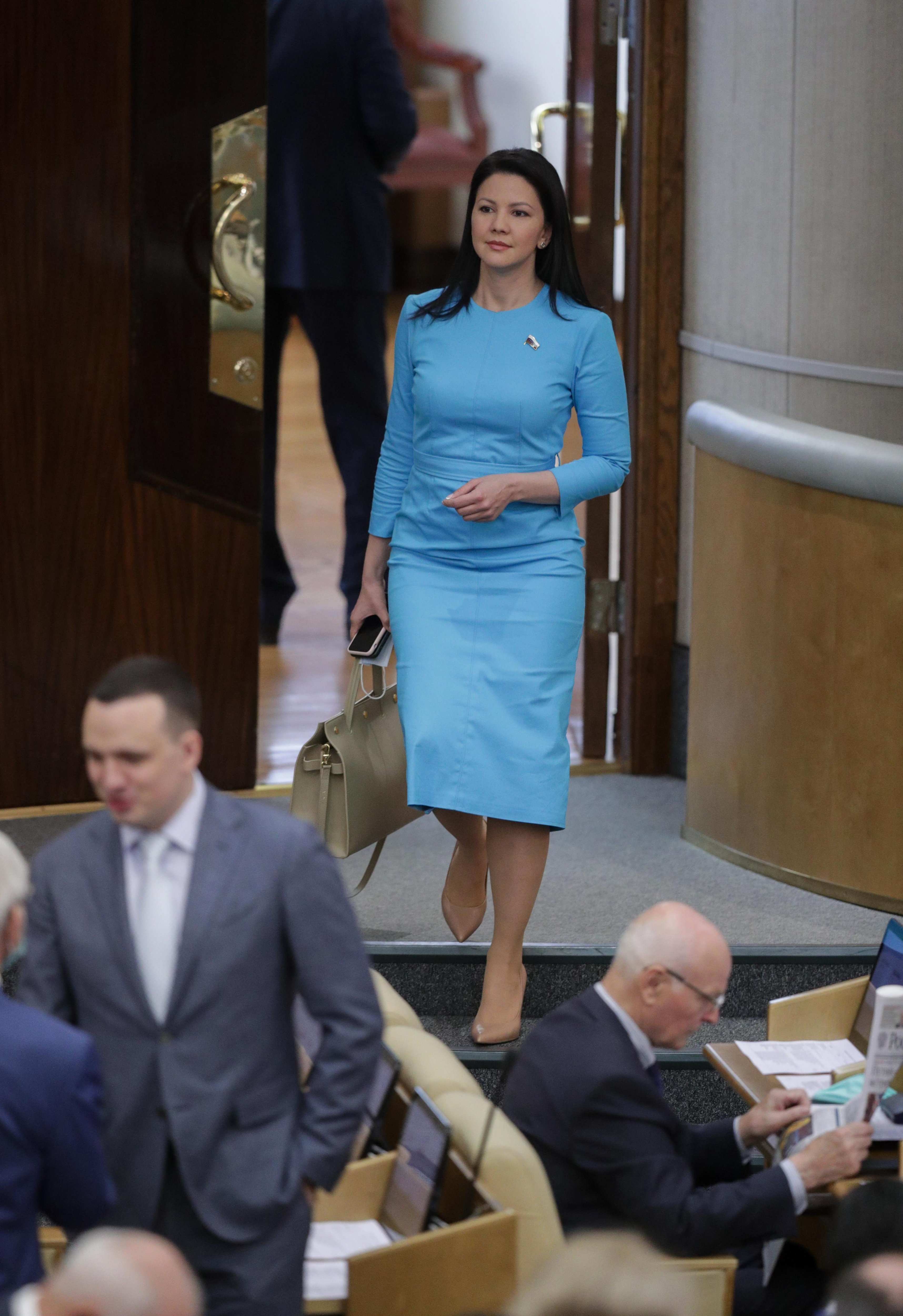
На заседании Государственной думы, 2021 год

Выступает за традиционные семейные ценности, за запрет услуг суррогатного материнства для иностранцев, против негативного влияния гаджетов и групп в социальных сетях с опасной информацией на детей и подростков.

## Семья
Семья Инги Юмашевой родом из Башкирии. Отец — инженер. Мать — лингвист.
В июле 2021 Инга Юмашева в возрасте 36 лет обвенчалась в церкви и вышла замуж за 53-летнего фотографа Алексея Ловена.

## Членство в общественных организациях
С ноября 2018 года — председатель региональной общественной организации «Землячество Башкортостана».
Является членом Российского совета по международным делам (РСМД) и Совета по внешней и оборонной политике (СВОП).
Член правления МОО «Союз православных женщин», руководитель РО МОО «Союз православных женщин» в Республике Башкортостан.
С февраля 2020 года — руководитель проекта «Люди Региона — Люди Башкирии». Цель проекта — взаимопомощь и поддержка выходцам из Республики Башкортостан, проживающим за пределами региона.

## Публикации
- Юмашева И. А. России нужна стратегия демографической безопасности/ И. А. Юмашева // журнал «Изборский клуб» — М., 2023. — № 5(123). — с. 82[32]
- Юмашева И. А. Семейные ценности как инструмент внешней политики России / И. А. Юмашева // Культурологический журнал — М., 2021. — № 3(45). DOI 10.34685/HI.2021.57.89.021[33]
- Юмашева И. А. Семейные ценности как ключевой механизм «мягкой силы» России / И. А. Юмашева // Российская Федерация сегодня — М., 2021. — № 7. — с. 22-27[34]